# De laatste trein
De laatste trein is een Nederlandse film uit 1975 onder regie van Erik van Zuylen. De film werd ook uitgebracht onder de titel Blokpost.

## Plot
De film speelt zich af bij de blokpost van een labiele seinwachter ten tijde van de Tweede Wereldoorlog. Hij komt tot de ontdekking dat zijn vrouw vlak na de bezetting overspel heeft gepleegd met een Duitser. Acht jaar later blijkt dat deze verhouding grote gevolgen heeft gehad voor de seinwachter. Hij besteedt geen aandacht aan zijn kinderen, die zich onledig houden met zinloos gescharrel langs een spoorweg. Bovendien biedt hij geen weerstand wanneer een groep soldaten zijn terrein binnenvalt. Aan het einde zorgt de botsing van twee treinen voor een gewelddadige conclusie.

## Rolbezetting
| Acteur                 | Personage       |
| ---------------------- | --------------- |
| Han Bentz van den Berg | Karn            |
| Monique van de Ven     | Loesje          |
| Herman Naber           | Dries           |
| Helmert Woudenberg     | Harm            |
| Kitty Courbois         | Coba            |
| Elizabeth Hoytink      | moeder          |
| Peter Faber            | rattenvanger    |
| Ward De Ravet          | Man in rolstoel |
| Jan Blaaser            | Kees            |
| Theu Boermans          | telegrafist     |
| Bertus Botterman       | Solex-rijder    |
| Lex Goudsmit           | dokter          |
| Sacco van der Made     | opzichter       |
| Gonnie Dotting         | Gerrie          |
| Alois Strempel         | Duitse officier |
| Ad van Kempen          |                 |
| Peter Oosthoek         | sergeant        |
| Michel van Rooy        | Geert           |
| Ernst Zwaan            |                 |
| Eric van Ingen         | Commissielid    |

## Achtergrond
In tegenstelling tot andere regisseurs, die zich destijds richtten op een groot publiek, gingen regisseur Erik van Zuylen en schrijver René Daalder met De laatste trein een andere richting op. Daalders vorige film De blanke slavin (1969) werd vol onbegrip ontvangen en toen de media De laatste trein aankondigden, werd er met weinig enthousiasme gereageerd. De NS stelde materieel beschikbaar, maar was ontzet toen bleek dat de crew het had gebruikt om een ongeluk in scène te brengen.
Na uitbrengst reageerde de pers matig, en het publiek bleef weg.
1896-1909 · 1910-19 · 1920-29 · 1930-39 · 1940-49 · 1950-59 · 1960-69 · 1970-79 · 1980-89 · 1990-99 · 2000-09 · 2010-19
· 2020-29